# Sceliphron
Genre
Sceliphron est un genre d'hyménoptères appartenant à la famille des Sphecidae, à la sous-famille des Sceliphrinae et à la tribu des Sceliphrini. Les espèces de ce genre sont communément appelées pélopées ou guêpes maçonnes (avec d'autres genres).

## Comportement
Ce sont des guêpes solitaires, qui construisent pour leurs larves des nids individuels constitués de boue séchée et de salive.
Les nids sont souvent construits dans des endroits ombragés ou abrités de la pluie, parfois (comme le font les osmies) dans des trous de fenêtres ou de ventilation. 

Une femelle peut en une seule journée construire une cellule, en faisant des dizaines de voyages pour ramener de la boue. Chaque cellule terminée est approvisionnée en araignées paralysées qui serviront de nourriture à la larve (jusqu'à une petite dizaine de petites araignées par loge ; les araignées proies sont notamment des araignées sauteuses). La femelle ajoute de nouvelles cellules, une par une, jusqu'à ce qu'elle ait cessé de pondre. 
Chaque cellule contient un œuf et plusieurs proies. Les femelles de certaines espèces pondent une moyenne très modeste de 15 œufs au cours de leur vie. 
Divers parasites attaquent ces nids, y compris plusieurs espèces de guêpes-coucous, qui y pondent alors que la maçonne est absente.
Comme pour la plupart des genres d'insectes, beaucoup d'espèces ne vivent que dans les régions tropicales et équatoriales. 
Comme d'autres guêpes solitaires, les espèces du genre Sceliphron ne sont pas agressives et ne piquent pas, à moins d'être malmenées. 
Elles sont parfois considérées comme bénéfiques, notamment à proximité des habitations dans les régions où l'on trouve des araignées dangereuses, puisqu'elles limitent les populations d'araignées. Cependant, les araignées sont elles-mêmes bénéfiques dans la lutte intégrée contre les insectes dits ravageurs ou piqueurs.

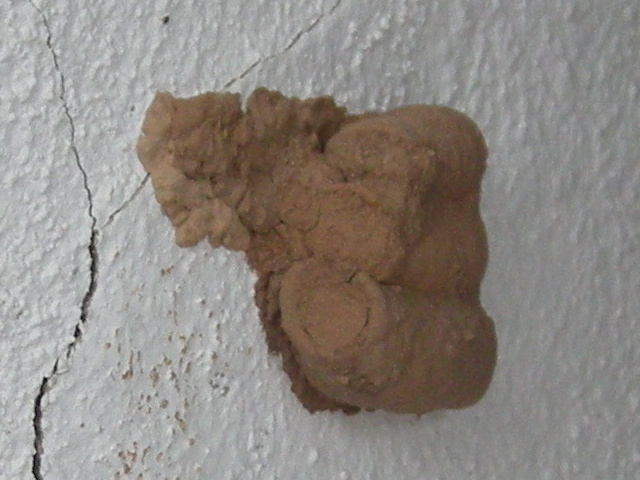
Loge de terre construite par un Sceliphron pour une larve
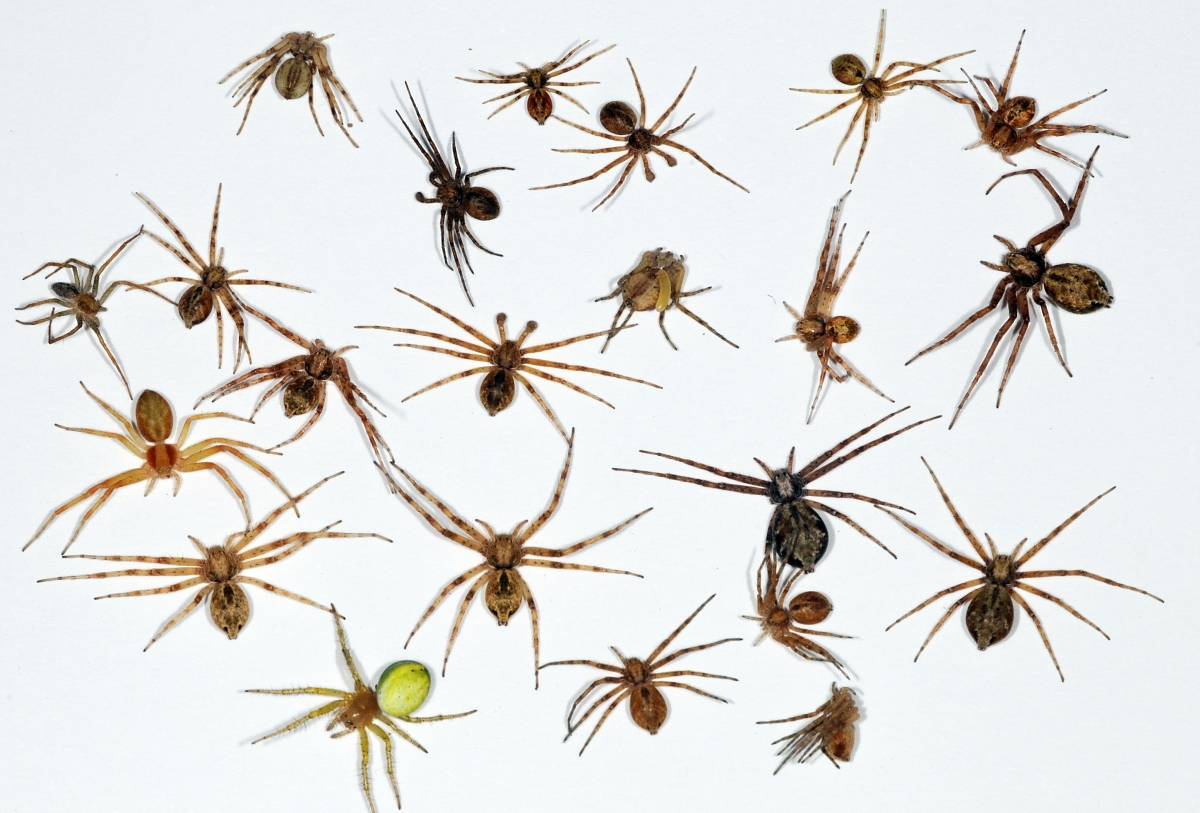
Contenu d'une loge
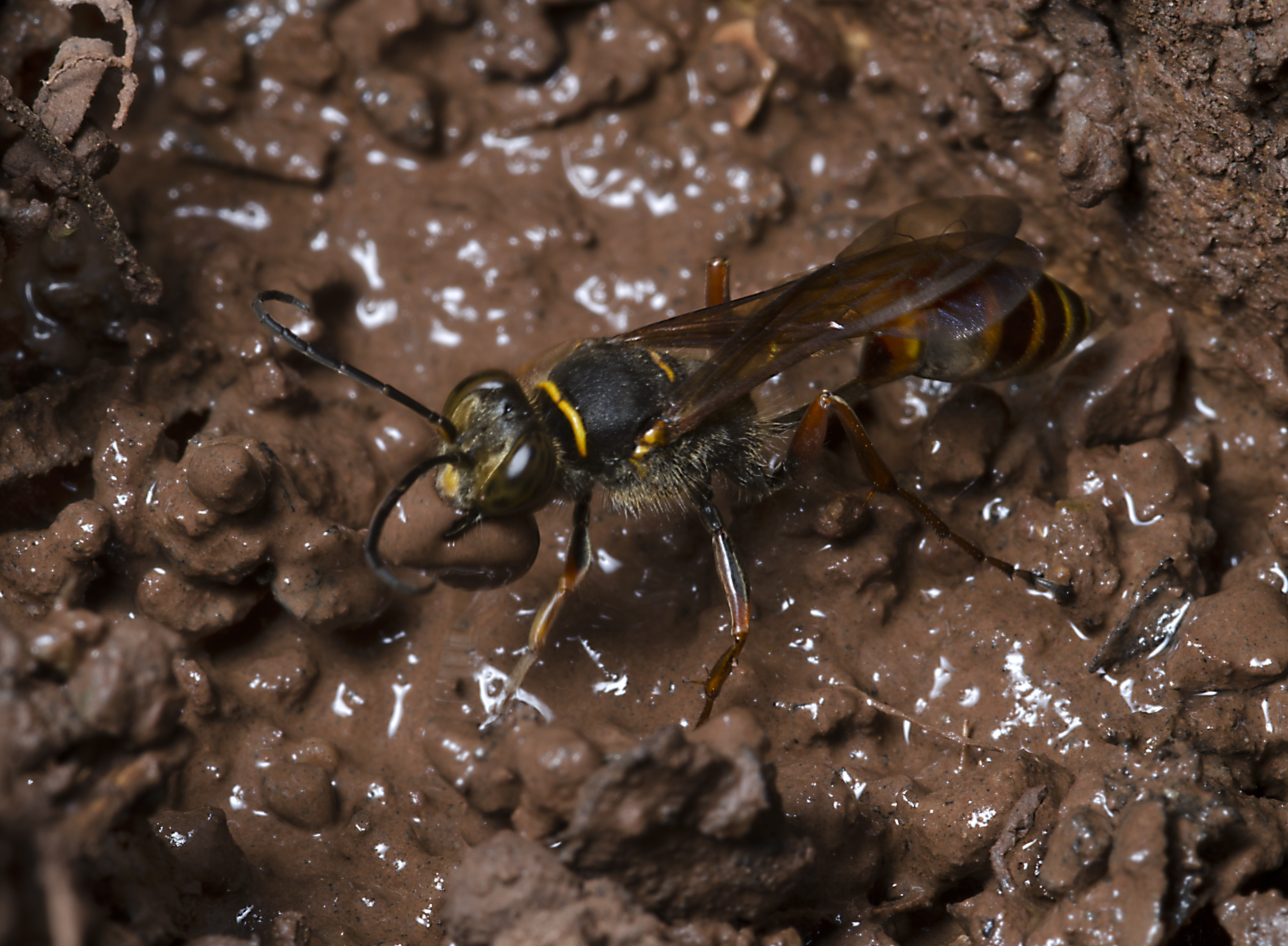
Pélopée courbée Sceliphron curvatum (espèce invasive en Europe)
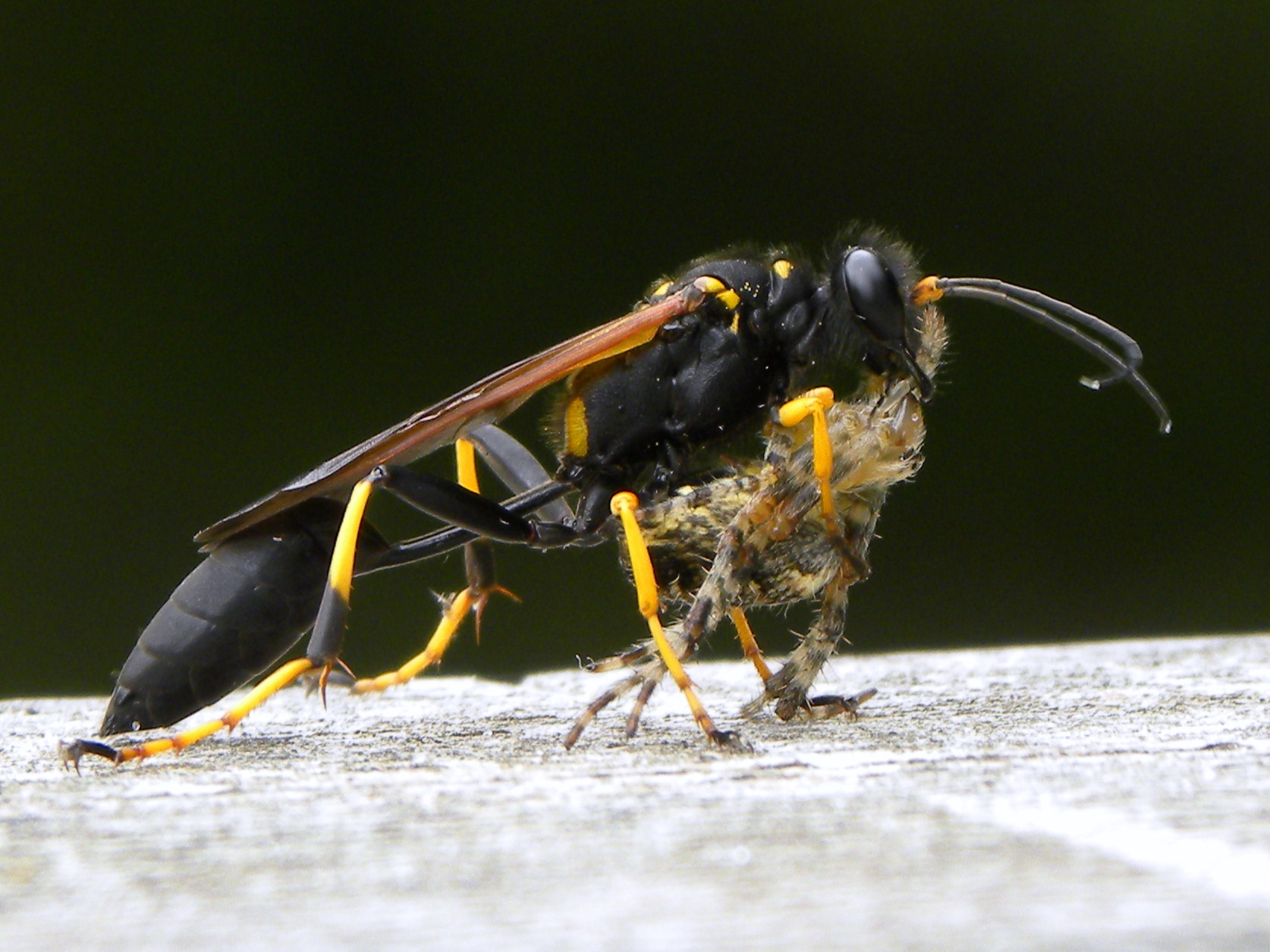
Un Sceliphron déplaçant une araignée
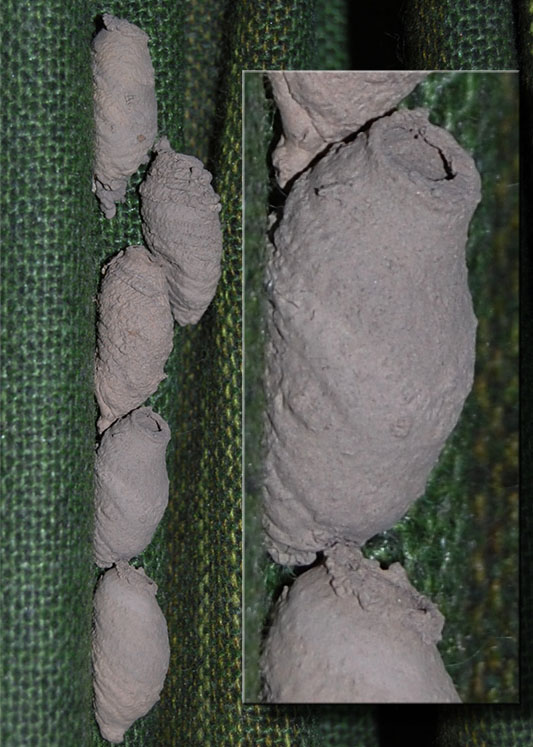
Urnes de l'espèce Sceliphron curvatum

## Répartition et habitat
Deux espèces introduites se montrent invasives dans certaines parties de l'Europe, dont la France où elles furent introduites dans les années 1970-1980 et observées en forte augmentation ces dernières années dans le sud-est et en Corse. On les a observées en Europe au moins depuis 1979 et en France au moins depuis 1998. Il s'agit d'une espèce américaine de S. caementarium , et d'une espèce asiatique, Sceliphron curvatum. Elles pourraient menacer les espèces autochtones S. spirifex  (Linné), S. madraspatanum tubifex (Latreille) et  S. destillatorium (Illiger).

## Systématique
Le genre Sceliphron a été décrit par le médecin et entomologiste allemand Johann Christoph Friedrich Klug en  1801.

### Synonymie
- Pelopoeus Latreille, 1802
- Pelopaeus Latreille, 1804
- Sceliphrum W. Schulz, 1906
- Prosceliphron van der Vecht in van der Vecht and van Breugel, 1968
- Hensenia Pagliano and Scaramozzino, 1990

### Taxinomie
Liste des espèces classées par sous-genre 
Il existe deux sous-genres :
- Sceliphron (Sceliphron) Klug, 1801

Sceliphron caementarium (Drury, 1770)
Sceliphron destillatorium (Illiger, 1807)
Sceliphron funestum Kohl, 1918
Sceliphron laetum (Smith, 1856)
Sceliphron madraspatanum (Fabricius, 1781)
Sceliphron spirifex (Linnaeus, 1758)
- Sceliphron (Prosceliphron) Van der Vecht, 1968

Sceliphron curvatum (Smith, 1870)
Sceliphron formosum (Smith, 1856)

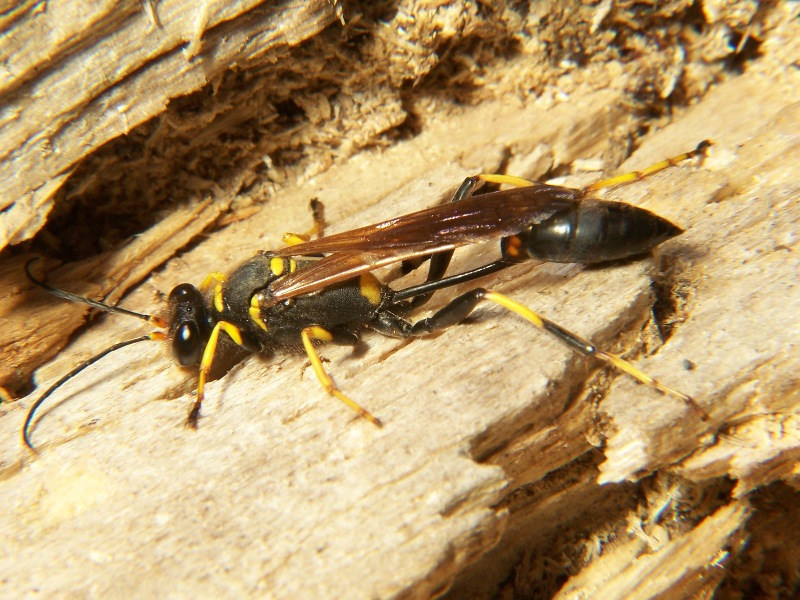
Sceliphron caementarium, invasive, originaire d'Amérique du Nord
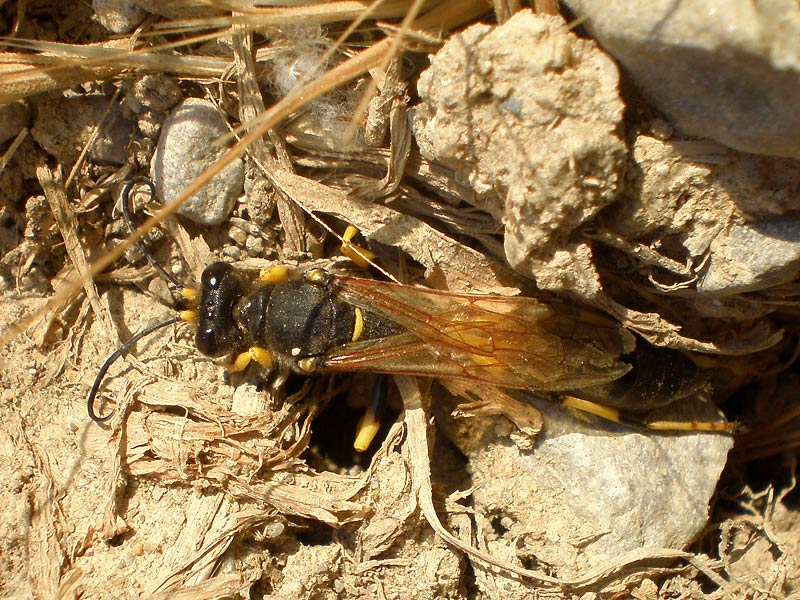
Sceliphron destillatorium
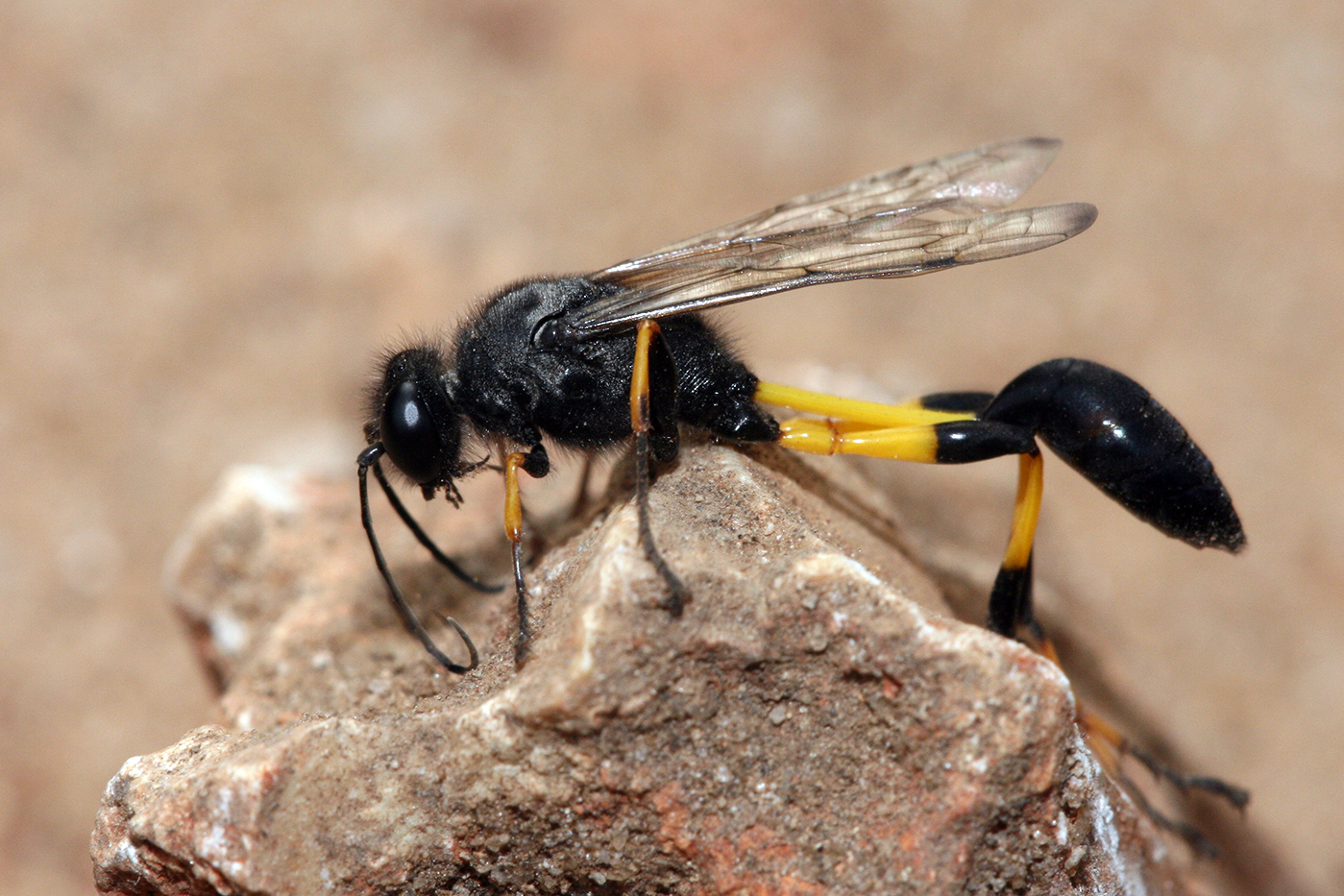
Sceliphron spirifex